# 아시아 애틀랜틱 항공
아시아 애틀랜틱 항공(영어: Asia Atlantic Airlines)은 태국의 항공사이다. 일본의 여행사인 HIS의 자회사이다.

## 개요
2012년 12월에 일본의 여행사인 HIS에서 지분을 39%, 나머지 12%는 팡라토 바이 요크(바이 요크 그룹 오너 겸 회장)가 출자하는설립되는 것이 확정되었다. 당초 회사명은 Asia Pacific Airlines Co., Ltd. 아시아 퍼시픽 에어 라인즈 주식 회사란 이름으로 결정되었다. 하지만 아시아 퍼시픽 에어 라인즈란 동명의 항공사가 있었다.

## 보유 기종
- 2016년 8월 기준으로 아시아 애틀랜틱 항공은 다음과 같이 보유해 왔었다.